# Sergio Crevatín
Sergio Pablo Crevatín (* 28. Mai 1980 in Quilmes) ist ein ehemaliger argentinischer Handballspieler.

## Karriere

### Verein
Der 1,87 m große Kreisläufer spielte in seiner Heimat für den Club Sociedad Alemana de Gimnasia de Lomas de Zamora. Ab 2003 stand er in Spanien unter Vertrag, zunächst bei Juventud Deportiva Arrate in der Liga Asobal, in der Saison 2005/06 beim Zweitligisten Real Grupo de Cultura Covadonga und von 2006 bis 2010 bei SD Octavio. Mit Octavio gelang in der Saison 2006/07 der Aufstieg in die Liga Asobal. Nach dem Abstieg im Sommer 2010 kehrte er zu seinem Stammverein zurück.

### Nationalmannschaft
Mit der argentinischen Nationalmannschaft gewann Crevatín viermal die Goldmedaille und einmal die Bronzemedaille bei der Panamerikameisterschaft, dreimal die Silbermedaille bei den Panamerikanischen Spielen sowie eine Goldmedaille und eine Silbermedaille bei den Südamerikaspielen.
Außerdem nahm er an den Weltmeisterschaften 2001, 2003, 2005, 2007, 2009 und 2015 teil.

### Erfolge
Panamerikameisterschaft:
- Gold 2000, 2002, 2004, 2014
- Bronze

Panamerikanische Spiele:
- Silber 2003, 2007, 2015

Südamerikaspiele:
- Gold 2002
- Silber 2014